# (556004) 2014 HA200
(556004) 2014 HA200 est un objet transneptunien de la famille des objets épars et une planète naine potentielle, ayant un diamètre estimé à environ 543 km.